# Episodi di Welcome to the Family
La prima e unica stagione della serie televisiva Welcome to the Family è stata trasmessa sul canale statunitense NBC dal 3 ottobre 2013. Il 18 ottobre 2013, dopo la messa in onda del terzo episodio, la NBC ha annunciato la decisione di cancellare la serie dai palinsesti a seguito degli scarsi dati d'ascolto registrati, ma la messa in onda è continuata regolarmente sul canale STAR World India fino all'episodio 9. I primi sei episodi sono stati poi resi disponibili online su Hulu. 
In Italia la stagione è stata trasmessa da Fox Comedy dal 4 novembre 2014 al 9 dicembre 2014.
| Nº | Titolo originale              | Titolo italiano              | Prima TV USA     | Prima TV Italia  |
| -- | ----------------------------- | ---------------------------- | ---------------- | ---------------- |
| 1  | Pilot                         | La famiglia si allarga       | 3 ottobre 2013   | 4 novembre 2014  |
| 2  | Dan Finds Out                 | Il segreto svelato           | 10 ottobre 2013  | 4 novembre 2014  |
| 3  | The Big RV Adventure          | Avventure in camper          | 17 ottobre 2013  | 11 novembre 2014 |
| 4  | Molly and Junior Find a Place | Voglia di intimità           | 25 ottobre 2013  | 11 novembre 2014 |
| 5  | Halloween                     | Halloween                    | 1º novembre 2013 | 18 novembre 2014 |
| 6  | Dan and Miguel Play Ball      | Scontro di basket            | 8 novembre 2013  | 18 novembre 2014 |
| 7  | Lisette's Abuela Visits       | La grande bugia              | 15 novembre 2013 | 25 novembre 2014 |
| 8  | Thanksgiving                  | Il giorno del Ringraziamento | 29 novembre 2013 | 25 novembre 2014 |
| 9  | Date Night                    | Presa di posizione           | 6 dicembre 2013  | 2 dicembre 2014  |
| 10 | Boxing-Ring                   |                              | inedito          | 2 dicembre 2014  |
| 11 | The Sleepover                 |                              | inedito          | 9 dicembre 2014  |
| 12 | Junior Takes a Stand          |                              | 20 dicembre 2013 | 9 dicembre 2014  |